# Kundalini

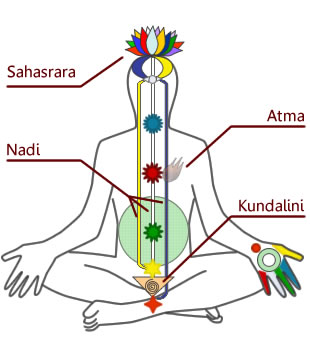
Diagrama en el cual se representa a la kuṇḍalinī en estado potencial o "aletargada" en el mūlādhāra cakra o perineo. De acuerdo con los practicantes del Kundalini yoga, la meditación basada en la respiración prāṇāyāma, con reiteraciones de mantras y bandha activa la kundalini para que esta ascienda a lo largo de la gran nāḍī, denominada abaduhti o sushumná, a lo largo de la raquis y hasta el vértex craneal, pasando por el ajna; en cuyo trayecto va abriendo (o despertando) y activando ascendentemente cada uno de los chakras, ondulando u oscilando armónicamente entre las otras dos importantes nāḍī, llamadas idá y pingalá hasta que, tras un tiempo adecuado de meditación, se activa el sahasrara chakra o loto de los diez mil pétalos, produciendo un samādhi.

En el marco del hinduismo, la kundalini (en sánscrito: कुण्डलिनी, AITS: kuṇḍalinī, en castellano: 'la enroscada') es la energía vital  (denominada prana), cuyo flujo se visualiza 
y/o se representa como una serpiente enroscada en espiral y dormida en el muladhara chakra.  Cuando la kundalini se despierta, la consciencia del mundo emerge.
La kundalini es la energía primordial o shakti que llega a desarrollarse en plenitud al reunirse con la conciencia (Shivá), y el atma (alma) con el Brahman. 
Varias doctrinas utilizan este concepto de la kundalini:
- el yoga, ( principalmente la práctica del Kundalini yoga)
- el tantra,
- el budismo,
- el taoísmo,
- el sijismo y
- el gnosticismo.[cita requerida]

Se dice que el cierre energético generado por los bandhas son necesarios para la circulación de la energía kundalini.

## Escritura y significado
- kuṇḍalinī, en el sistema AITS (alfabeto internacional de transliteración del sánscrito).
- कुण्डलिनी, en escritura devánagari.

Kuṇḍalinī puede hacer referencia a:
- el nombre de una devi[4]
- una śakti, una forma de Durga[5]